# Pula (moneda)
Pula es el nombre de la moneda de Botsuana (su código ISO 4217 es BWP). Está dividida en 100 thebe. Pula significa «lluvia» en tswana en referencia al preciado y escaso líquido elemento. Thebe significa «escudo». Existen billetes de 10P, 20P, 50P, 100P y 200P así como monedas de 5t, 10t, 25t, 50t, 1P, 2P y 5P.
La pula fue introducida en 1976, en sustitución del rand de Sudáfrica. A pesar de su devaluación del 12% en mayo de 2005, la pula continúa siendo una de las divisas más poderosas de África.[cita requerida] A fecha de agosto de 2005, 1 EUR = 6,615 BWP (o 1 BWP=0,1512 EUR).

## Monedas
Estas son las características principales de las monedas que circulan en Botsuana:

| Denominación | Circula desde | Forma      | Metal                     | Metal                     | Diámetro | Canto    | Diseño en el anverso       | Diseño en el reverso  |
| Denominación | Circula desde | Forma      | Anillo                    | Centro                    | Diámetro | Canto    | Diseño en el anverso       | Diseño en el reverso  |
| ------------ | ------------- | ---------- | ------------------------- | ------------------------- | -------- | -------- | -------------------------- | --------------------- |
| 5 Thebe      | 1998          | Heptagonal | Acero revestido en Cobre  | Acero revestido en Cobre  |          | Liso     | Ave y valor facial         | Escudo nacional y año |
| 10 Thebe     | 1998          | Circular   | Acero revestido en Níquel | Acero revestido en Níquel |          | Liso     | Gacela y valor facial      | Escudo nacional y año |
| 25 Thebe     | 1998          | Heptagonal | Acero revestido en Níquel | Acero revestido en Níquel |          | Liso     | Búfalo y valor facial      | Escudo nacional y año |
| 50 Thebe     | 1998          | Circular   | Acero revestido en Níquel | Acero revestido en Níquel |          | Liso     | Águila y valor facial      | Escudo nacional y año |
| 1 Pula       | 1991          | Heptagonal | Níquel-Latón              | Níquel-Latón              |          | Estriado | Cebra y valor facial       | Escudo nacional y año |
| 2 Pula       | 1994          | Heptagonal | Níquel-Latón              | Níquel-Latón              |          | Estriado | Rinoceronte y valor facial | Escudo nacional y año |
| 5 Pula       | 2000          | Circular   | Níquel-Latón              | Cuproníquel               | 23 mm    | Estriado | Oruga y valor facial       | Escudo nacional y año |

## Billetes
| Denominación | Anverso | Reverso | Color predominante | Motivo del anverso                           | Motivo del reverso                                            |
| ------------ | ------- | ------- | ------------------ | -------------------------------------------- | ------------------------------------------------------------- |
| 10 pula      |         |         | Verde              | Ian Khama                                    | Edificio del Parlamento, Gaborone                             |
| 20 pula      |         |         | Rojo               | Kgalemang Tumediso Motsete                   | Equipamiento de minería                                       |
| 50 pula      |         |         | Marrón             | Seretse Khama                                | Pantanos del delta del Okavango, bote, pigargo vocinglero     |
| 100 pula     |         |         | Azul               | Tres jefes (Sebele I, Bathoen I y Khama III) | Clasificación de diamantes, mina de diamantes a cielo abierto |
| 200 pula     |         |         | Púrpura            | Profesora y niños                            | Cebras                                                        |

## Uso en Zimbabue
Debido a la hiperinflación en Zimbabue de 2006 a 2008, el gobierno de Zimbabue ha permitido la circulación de moneda extranjera desde 2008. El dólar de Zimbabue quedó obsoleto el 12 de abril de 2009. En Zimbabue circulan varias monedas, entre ellas el rand sudafricano y la pula de Botsuana, junto con los billetes y monedas de bonos de Zimbabue.